# Harriet Nelson
Harriet Nelson (nacida como Peggy Lou Snyder, Des Moines, Iowa, 18 de julio de 1909-Laguna Beach, California, 2 de octubre de 1994) fue una actriz y cantante estadounidense.

## Biografía
Sus padres eran Roy Hilliard Snyder y Hazel Dell McNutt. En 1932, mientras se dedicaba a actuar en el vodevil, conoció al saxofonista Ozzie Nelson. Nelson la contrató para cantar con su banda, usando el nombre de Harriet Hilliard. Tres años después se casaron. 
Hilliard tuvo una respetable carrera cinematográfica en solitario, aparte de su puesto en la banda de Ozzie. Firmó con RKO Pictures un contrato de un año en 1936, y actuó en tres filmes, el más famoso de ellos el musical protagonizado por Fred Astaire y Ginger Rogers Follow the Fleet. En los años de la Segunda Guerra Mundial tuvo la oportunidad de trabajar en primeros papeles en películas musicales, comedias, y títulos de misterio.
Aunque Harriet y Ozzie Nelson actuaron ocasionalmente juntos en el cine, bien como dúo (en Honeymoon Lodge) o como personajes independientes (en Hi, Good Lookin'), ellos son más conocidos por su dedicación a la radio y a la televisión. En 1944, los Nelson iniciaron una serie radiofónica, The Adventures of Ozzie and Harriet. Fue muy popular y se trasladó con éxito a la televisión. Fue uno de los programas fundamentales de la ABC-TV en 1966. Los dos hijos del matrimonio, Ricky Nelson y David Nelson, trabajaron de manera continua en el show. 
En 1973, Ozzie y Harriet también actuaron en la serie Ozzie's Girls.

### Últimos años
En la década de 1980 Harriet Nelson vivía en Laguna Beach, California. Falleció a causa de una insuficiencia cardíaca en 1994, a los 85 años de edad. 
Está enterrada junto a su marido y a su hijo Ricky (fallecido en un accidente de aviación) en el cementerio Forest Lawn Memorial Park de Los Ángeles, California. 
Por su contribución a la industria televisiva Harriet Nelson tiene una estrella en el Paseo de la Fama de Hollywood, en el 6801 de Hollywood Boulevard.

## Filmografía
| Año       | Título                              | Papel                                        | Otras notas                        |
| --------- | ----------------------------------- | -------------------------------------------- | ---------------------------------- |
| 1932      | The Campus Mystery                  | Wanda Perry                                  |                                    |
| 1936      | Follow the Fleet                    | Connie Martin                                |                                    |
| 1937      | New Faces of 1937                   | Patricia "Pat" Harrington                    |                                    |
| 1937      | The Life of the Party               | Mitzi Martos                                 |                                    |
| 1938      | Cocoanut Grove                      | Linda Rogers                                 |                                    |
| 1941      | Sweetheart of the Campus            | Harriet Hale                                 | Título alternativo: Broadway Ahead |
| 1941      | Confessions of Boston Blackie       | Diane Parrish                                |                                    |
| 1942      | Canal Zone                          | Susan Merrill                                |                                    |
| 1942      | Juke Box Jenny                      | Genevieve Horton                             |                                    |
| 1943      | Hi, Buddy                           | Gloria Bradley                               |                                    |
| 1943      | The Falcon Strikes Back             | Gwynne Gregory                               |                                    |
| 1943      | Gals, Incorporated                  | Gwen Phillips                                | Título alternativo: Gals, Inc.     |
| 1943      | Honeymoon Lodge                     | Lorraine Logan                               |                                    |
| 1943      | Swingtime Johnny                    | Linda                                        |                                    |
| 1944      | Hi, Good Lookin'!                   | Kelly Clark                                  |                                    |
| 1944      | Take It Big                         | Jerry Clinton                                |                                    |
| 1952      | Here Come the Nelsons               | Harriet Título alternativo: Meet the Nelsons |                                    |
| 1952-1966 | The Adventures of Ozzie and Harriet | Harriet Nelson                               | TV, 223 episodios                  |
| 1969-1973 | Love, American Style                |                                              | TV, 3 episodios                    |
| 1972      | Night Gallery                       | Helena Millikan                              | TV, 1 episodio                     |
| 1973      | Ozzie's Girls                       | Harriet Nelson                               | TV, 24 episodios                   |
| 1976      | Once an Eagle                       | Harriet Nelson                               | Miniseries                         |
| 1976      | Smash-Up on Interstate 5            | June Pearson                                 | Film de TV                         |
| 1977      | After school special                | Vieja tendera                                | TV, 1 episodio                     |
| 1977      | The Love Boat                       | Henretta McDonald                            |                                    |
| 1978      | Fantasy Island                      | Winnie McLaine                               | TV, 1 episodio                     |
| 1979      | Death Car on the Freeway            | Mrs. Sheel                                   | Film de TV                         |
| 1979      | A Christmas for Boomer              |                                              | Film de TV                         |
| 1981      | Aloha Paradise                      |                                              | TV, 1 episodio                     |
| 1982      | Happy Days                          | Marge                                        | TV, 1 episodio                     |
| 1982      | The First Time                      | Charlotte                                    | Film de TV                         |
| 1983      | The Kid with the 200 I.Q.           | Professor Conklin                            | Film de TV                         |
| 1987      | Time Out for Dad                    | Mary McLaughlin                              | Film de TV                         |
| 1989      | Father Dowling Mysteries            | Sister Agnes                                 | TV, 1 episodio                     |